# مرتب‌سازی ادغامی نوسانی
مرتب‌سازی ادغامی نوسانی (به انگلیسی: Oscillating merge sort) یا مرتب‌سازی نوسانی یک گونه از مرتب‌سازی ادغامی است که با نوارهای چرخان استفاده می‌شود و می‌توانند به عقب هم خوانده شوند. جای یک توزیع کامل بعنوان ادغام نواری، توزیع ورودی و ادغام اجراها پراکنده می‌شوند. مرتب‌سازی ادغامی نوسانی زمان را اتلاف نمی‌کند.
مرتب‌سازی ادغامی نوسانی «برای نوارها طراحی شد که بتوانند از عقب هم بخوانند و عموماً کارآمدتر از مرتب‌سازی ادغامی چندمرحله‌ای یا مرتب‌سازی ادغامی آبشاری است.»